# Tajemnica poliszynela
Tajemnica poliszynela – rzekoma tajemnica, o której wszyscy (w danej społeczności) wiedzą, lecz nikt o niej głośno nie mówi.
W przypadku „tajemnicy poliszynela” (w przeciwieństwie do otwartej informacji) nikt się nie przyznaje do wiarygodności ani nie żąda weryfikacji. W języku niemieckim istnieje podobne sformułowanie offenes Geheimnis – „jawna tajemnica”. Jest ono używane przy dżentelmeńskim podejściu do wstydliwych lub kompromitujących spraw. Informacja jest odpowiednio uwzględniana w decyzjach, lecz sama treść nie jest omawiana.

## Pochodzenie nazwy
Określenie „tajemnica poliszynela” prawdopodobnie wywodzi się z włoskiego lub francuskiego teatru lalek. Poliszynel (wł. Pulcinella, fr. Polichinelle) był garbatą postacią występującą w commedia dell’arte. Charakteryzował się wielką gadatliwością i wciąż rozsiewał plotki. Niby to szepcąc pod nosem, dzielił się wszelkimi informacjami z publicznością. Zatem „tajemnica poliszynela” jest powszechnie znaną wiadomością.